# Municipio de Union (condado de Schuylkill)
El municipio de Union (en inglés: Union Township) es un municipio ubicado en el condado de Schuylkill en el estado estadounidense de Pensilvania. En el año 2000 tenía una población de 1.308 habitantes y una densidad poblacional de 22.9 personas por km².

## Geografía
El municipio de Union se encuentra ubicado en las coordenadas 40°52′36″N 76°15′59″O / 40.87667, -76.26639.

## Demografía
Según la Oficina del Censo en 2000 los ingresos medios por hogar en la localidad eran de $35,524 y los ingresos medios por familia eran $44,286. Los hombres tenían unos ingresos medios de $31,964 frente a los $25,000 para las mujeres. La renta per cápita para la localidad era de $17,773. Alrededor del 6,9% de la población estaban por debajo del umbral de pobreza.